# Pentekostalizm Jedności Bóstwa
Pentekostalizm Jedności Bóstwa (ang. Oneness Pentecostalism), Zielonoświątkowcy Jednościowi, Jednościowcy, Zielonoświątkowcy Tylko Jezusa, Zielonoświątkowcy apostolscy – jeden z kierunków w ruchu zielonoświątkowym, często zaliczany do fundamentalnego i ewangelicznego protestantyzmu. Do założeń ideowych ruchu zaliczyć można wiarę w bezbłędność i werbalne natchnienie Pisma Świętego, jako jedynej reguły wiary i postępowania chrześcijanina, podkreślenie roli tzw. „nowego narodzenia” w życiu człowieka i protestanckiej zasady zbawienia z łaski przez wiarę, której towarzyszy szczere upamiętanie i pokuta.
Szczególny nacisk położony jest na obecność darów Ducha Świętego w Kościele oraz na naukę o tzw. drugim błogosławieństwie dla wierzących – Chrzcie w Duchu Świętym, gdzie może towarzyszyć mu dar mówienia nieznanymi językami – na wzór pierwszego Kościoła (zob. Zesłanie Ducha Świętego).
O odrębnej od klasycznego pentekostalizmu tożsamości wyznania stanowi doktryna o absolutnej jedności Bóstwa – odrzucenie dogmatu o Trójcy Świętej, na rzecz teologii Jedności (Jezus Chrystus jedyną osobą Bóstwa)
Pentekostalizm Jedności Bóstwa jest częścią ruchu uświęceniowego wyrosłego z tradycji metodystycznej i arminiańskiej, stąd podkreślenie znaczenia nauki uświęceniu i wynikającego z niej prowadzenia świętego życia, jako konsekwencji nowego narodzenia. Powtórne przyjście Jezusa Chrystusa uważane jest za literalne wydarzenie, któremu towarzyszyć będzie porwanie Kościoła do nieba. Obecnie, Pentekostalizm Jedności Bóstwa jako jeden z głównych kierunków współczesnego ruchu zielonoświątkowego, rozwija się także poza swoją ojczyzną – Stanami Zjednoczonymi, a główny wkład w misję, poza wieloma niezależnymi zborami wyznającymi teologię Jedności, ma największa denominacja tego ruchu o zasięgu ogólnoświatowym, tj. Zjednoczony Kościół Zielonoświątkowy.

## Teologia
Teologia zielonoświątkowego ruchu Jedności Bóstwa jest ściśle związana z ewangelicznym fundamentalizmem biblijnym i choć w ramach różnych denominacji ruchu występują pewne drugorzędne różnice, esencjalne punkty kierunkowe doktryny, ustalone na początku dwudziestego stulecia, są wspólne dla wszystkich społeczności, wyróżniając je na tle wspólnot trynitarnego pentekostalizmu i łącząc w jeden ruch.

### Biblia
Pismo Święte, uznane jest, podobnie jak jego Autor, za doskonałe Słowo Boże, jedyne autorytatywne źródło wiary i sprawdzian praktyki chrześcijańskiej. Biblia jest całkowicie pozbawiona jakichkolwiek błędów i składa się z 39 ksiąg Starego Testamentu i 27 ksiąg Nowego Testamentu. Oryginalny tekst biblijny jest natchniony werbalnie, a nie tylko w kontekście. Zgodnie z protestancką zasadą Sola scriptura, wszelkie wyznawane prawdy wiary winny jednoznacznie wynikać z Biblii, przy ich formułowaniu muszą być brane wszystkie wypowiedzi Pisma Świętego na dany temat, a interpretacja fragmentów Biblii może być dokonywana tylko przy użyciu innych jej fragmentów. Jakiekolwiek pozorne sprzeczności jednych fragmentów z innymi wynikają wyłącznie z błędnego odczytania jednego z nich, lub wszystkich. Wszelkie doktryny nie wynikające jednoznacznie z Pisma Świętego są błędne i należy je stanowczo odrzucić, a także ludzi, którzy je nauczają.

### Bóg
Jednościowe pojęcie natury Boga zasadniczo różni się od tradycyjnej koncepcji wyznawanej przez większość wyznań chrześcijańskich. Pentekostalizm Jedności Bóstwa przyjmuje antytrynitaryzm, jednak w przeciwieństwie do unitarianizmu, uznaje absolutne Bóstwo Jezusa Chrystusa i tylko Jego osobę uznaje za Boga. Stąd też wywodzi się pojęcie nadawane jego wyznawcom: zielonoświątkowcy tylko Jezusa.
Odrzuca się trynitaryzm, tryteizm, unitarianizm i panteizm, które według wyznawców "nie mają podstaw biblijnych". Przyjmuje się absolutny monoteizm. Podkreśla się, że Jezus Chrystus jest jedyną Bożą Osobą, Bogiem Starego Testamentu – Jahwe – objawionym w ciele. Odrzuca się wszelkie pojęcie pluralizmu, troistości bądź innej mnogości osób boskich, a także wszelkie inne definicje natury Jezusa Chrystusa oprócz tego, że był On w pełni Bogiem i w pełni człowiekiem oraz jednorodzonym Synem Bożym.
Ojca, Syna i Ducha Świętego nie postrzega się jako trzy osoby Boskie, lecz trzy sposoby, na które jeden Bóg (Jezus Chrystus) objawił się człowiekowi, co sytuuje ten ruch w obrębie starożytnej doktryny modalizmu (dokładniej: sabelianizmu).
Doktryna Jedności odrzuca pogląd, jakoby jakakolwiek osoba mogła na jakiejkolwiek drodze uzyskać status boskości, czy to przez uczynki, czy przez łaskę Bożą. Bóg uznawany jest za istotę w żaden sposób niepodzielną, nie posiadającą fizycznego ciała, będącą niewidzialnym duchem, która może być oglądana jedynie w teofanii (np. płonący krzew) lub osobistej manifestacji (wcieleniu) jako człowiek – Jezus Chrystus. Ojciec, Syn i Duch Święty to "tytuły", jakimi posługuje się jeden Bóg. Ojciec to "tytuł", jakim posługuje się Bóg w stosunku rodzicielskim, jednorodzony Syn Boży to "tytuł", jakim posługuje się Bóg wcielony, zaś Duch Święty jest "tytułem" Boga objawiającego się w działaniu. Za wszystkimi tymi "tytułami" kryje się jeden Bóg, jedna osoba boska, tj. Jezus Chrystus.

### Jezus Chrystus
Jezus Chrystus uznany jest za jedyną osobę Bożą, absolutnego Boga, który dla zbawienia ludzkości przyjął ciało i zachowując Swą odwieczną, w pełni boską naturę, stał się w pełni człowiekiem, narodził się z Marii Dziewicy, został ukrzyżowany, pogrzebany i trzeciego dnia zmartwychwstał, po czym wstąpił do nieba, gdzie jest jedynym pośrednikiem i orędownikiem. W niedalekiej przyszłości nastąpi powtórne przyjście Jezusa, któremu towarzyszyć będzie zmartwychwstanie wierzących i porwanie (pochwycenie) Kościoła do nieba. Uznaje się ponadto, że Duch Święty i Ojciec są przejawami Jezusa Chrystusa, a ich Bóstwo jest Bóstwem Jezusa Chrystusa. Przyjmuje się także, że starotestamentowe określenie Boga – Jahwe – odnosi się do osoby Jezusa Chrystusa, jako jedynego Boga.

### Imię Jezus
Pentekostalizm Jedności Bóstwa kładzie duży nacisk na tzw. doktrynę Imienia Jezus.
Przyjmuje się, że jakkolwiek Bóg objawiał się poprzez różne tytuły i „imiona” w czasach Starego Testamentu, to pełnią objawienia był dopiero moment wcielenia. Wówczas wyjawione zostało Imię Boga Jahwe, brzmiące „Jezus” („Jahwe-Zbawiciel”). Imię Jezus uznane zostało za imię zbawiające, imię, za którego jedynym pośrednictwem odkupienie przyszło na świat i jedyne, poprzez które można uzyskać zbawienie. „Jezus” to jedyne prawdziwe Imię Boga.

### Zbawienie
Zbawienie, jako odkupienie człowieka spod ciążącego na nim potępienia, jest udzielane poprzez ustalone w Nowym Testamencie ustanowienia i warunki. Choć Pentekostalizm Jedności Bóstwa wyznaje z całym ruchem zielonoświątkowym i z całym protestantyzmem zasadę zbawienia tylko z łaski, to jednak, w przeciwieństwie do obydwóch, naucza, że nie tylko wyznanie (uznanie wiarą) Jezusa Chrystusa, lecz również szereg innych warunków musi być spełnionych – warunków, uznawanych za niezbędnie koniecznych do zbawienia:
- wiara w Jezusa Chrystusa,
- posłuszeństwo Ewangelii,
- skrucha,
- chrzest wodny w Imię Jezusa Chrystusa,
- chrzest w Duchu Świętym z towarzyszącym mu zawsze mówieniem w nieznanych językach.

Każdy z powyższych czynników uważany jest jako niezbędny, a konsekwencją braku któregokolwiek z nich jest brak zbawienia. Interpretacje poszczególnych denominacji ruchu Jedności Bóstwa odnośnie do praktycznego ich przebiegu różnią się nieznacznie. Wszystkie Kościoły przyjmują jednak, że wymogów tych można doświadczyć wyłącznie poprzez wzywanie zbawiającego Imienia – Jezus, jak podaje to księga Dziejów Apostolskich. Pentekostalizm Jedności Bóstwa wierzy, że wszyscy ludzie są grzesznikami, a w związku z tym są zgubieni i jedyną ich nadzieją jest zbawienie. Jezus Chrystus poprzez swoją śmierć zapłacił cenę grzechu za wszystkich ludzi i pojednał człowieka z Bogiem. Zbawienie jest nieosiągalne bez łaski Bożej i przychodzi przez wiarę w Jezusa Chrystusa. Wiara obejmuje wyłącznie osobę Jezusa Chrystusa, jego dzieło i wzywanie wyłącznie Jego imienia. Odrzuca się pojęcie zbawienia obiektywnego, dzięki odkupieniu Jezusa Chrystusa. Wiara w Jezusa jest pierwszym czynnikiem koniecznym do zbawienia. Prawdziwa wiara wyraża się w posłuszeństwie i gotowości życia zgodnie z wolą Bożą. Pentekostalizm Jedności Bóstwa odrzuca możliwość zbawienia na podstawie tzw. „wiary intelektualnej”, definiowanej jako wiary, której nie towarzyszą uczynki, przemiana życia, skrucha i posłuszeństwo. Ponadto, odrzuca sposób zbawienia, który praktykuje większość wspólnot ewangelicznego chrześcijaństwa, tzw. „modlitwę grzesznika” jako promujący doktrynę „intelektualnej wiary”. Wielu amerykańskich zielonoświątkowców Jedności Bóstwa powołuje się na fakt, że znaczna część populacji Stanów Zjednoczonych twierdzi, że wierzy (ang. „believe”) w Jezusa Chrystusa, jednak wiara (ang. „believe”) nie jest synonimem wiary (ang. „faith”), gdyż tylko ta druga jest zbawiająca. Przy tym, często powołują się na fragment z Listu Jakuba 2:19, który brzmi: „diabeł także wierzy (ang. „believe”) i drży”. Przyjmuje się, że „prawdziwa wiara” obejmuje nie tylko sam akt uwierzenia, ale także posłuszeństwo wobec wiary. Zamiast tradycyjnego: „uwierz, a będziesz zbawiony”, cytowane są słowa z Dziejów Apostolskich 2:38: „A Piotr do nich: Upamiętajcie się i niechaj się każdy z was da ochrzcić w imię Jezusa Chrystusa na odpuszczenie grzechów waszych, a otrzymacie dar Ducha Świętego”.
Kolejnym krokiem, po uwierzeniu w Jezusa Chrystusa jest posłuszeństwo Ewangelii. Uważa się, że aby otrzymać zbawienie, konieczne jest spełnienie wymagań zawartych w Nowym Testamencie, jako wyraz posłuszeństwa. Warunki te zostały w symboliczny sposób przedstawione w Starym Testamencie, jako krew, woda, ogień i oliwa. Nauki Nowego Testamentu objawiły rzeczywiste znaczenie tych cieni.
Skrucha uznawana jest za czynnik, bez którego zbawienie nie jest możliwe. Definiowana jest ona jako szczere upamiętanie, wyznanie grzechów i odwrócenie się od nich. Wyznanie obejmuje także prośbę o ich przebaczenie, zaś odwrócenie się od grzechów oznacza podjęcie decyzji, że nie powróci się już do ich praktykowania.
Ostatnie elementy konieczne do zbawienia to chrzest wodny oraz chrzest w Duchu Świętym.

### Chrzest wodny
Pentekostalizm Jedności Bóstwa stoi na stanowisku, że chrzest wodny jest absolutnie konieczny do zbawienia. Przyjąć go mogą jedynie szczerze skruszeni grzesznicy, którzy uwierzyli w Jezusa Chrystusa. Odrzuca się praktykę chrzczenia dzieci. Teologia ruchu wyznaje pogląd, że jedyną właściwą formą przeprowadzenia chrztu jest całkowite zanurzenie w wodzie, zaś wszelkie inne metody (np. polewanie głowy, bądź pokropienie) pozbawione są podstaw biblijnych i bazują na starotestamentowych rytualnych oczyszczeniach, niemających nic wspólnego z nowotestamentową nauką o chrzcie, symbolizującym zmartwychwstanie Jezusa. Uważa się, że substancją do praktykowania chrztu może być wyłącznie woda.
Chrzest jest ważny jedynie wtedy, gdy został udzielony w „imię Jezusa”. Inne formuły, m.in. „w imię Ojca i Syna, i Ducha Świętego” uznawane są za "nieważne" i konieczne jest przyjęcie w takim przypadku ponownego chrztu. Uważa się, że wymienione w Ewangelii Mateusza 28:19 „imię Ojca i Syna, i Ducha Świętego”, w które chrzcić należy wierzących, brzmi „Jezus Chrystus” i dlatego też chrztu udziela się wyłącznie w tym imieniu. Wynika to również z jednościowego zrozumienia natury Bożej, jako niepodzielnej i uznaniu Jezusa za jedyną prawdziwą Bożą osobę. Ponadto, zielonoświątkowcy Jedności Bóstwa, opierają się na licznych fragmentach Dziejów Apostolskich, które opisują chrzty dokonywane przez pierwszych chrześcijan wyłącznie w imię Jezusa. Tytuły „Ojciec”, „Syn” i „Duch Święty” odnosi się do jednej i tej samej osoby – jedynego Boga objawionego ludziom w imieniu Jezusa. W ten sposób tłumaczy się pozorną sprzeczność między formułą zawartą w Ewangelii Mateusza a przykładami z Dziejów Apostolskich świadczącymi, że chrzest udzielany był wyłącznie w imię Jezusa. Jako że odrzuca się możliwość istnienia sprzeczności w Piśmie Świętym, uznano, że skoro Ewangelia Mateusza mówi o jednym imieniu, które należy zarówno do „Ojca i Syna, i Ducha Świętego” i w które to imię należy chrzcić, to imię to brzmi Jezus. Dlatego też, uważa się, że wypełnieniem słów z Ewangelii Mateusza jest chrzest „w imię Jezusa” i tylko taki chrzest uznawany jest za ważny. Ponadto, podobnie, jak chrzest zgodny z formułą trynitarną uznawany jest za akceptację doktryny Trójcy, tak chrzest w imię Jezusa uznaje się za przyjęcie nauki o Jedności Bożej.

### Chrzest w Duchu Świętym
Chrzest w Duchu Świętym (otrzymanie Ducha Świętego) postrzegany jest jako dar dostępny dla wszystkich, którzy pragną go otrzymać. Duch Święty, zgodnie z doktryną Jedności Bóstwa, to Duch Boży (zwany też Duchem Chrystusowym) mieszkający wewnątrz człowieka, który Go otrzymał. Jest On również wyjaśniany jako moc Boża, która służy budowaniu człowieka, powstrzymywaniu go od grzechu i namaszczaniu go mocą, co przejawia się w manifestacji darów duchowych ku wzmocnieniu Kościoła zgodnie z wolą Bożą. Wierzący, zgodnie z tą nauką, mogą otrzymać Ducha Świętego, nie jest to jednak wieczne spojenie ich z Bogiem, jak ma to miejsce w przypadku Jezusa. Ducha Świętego uważa się jako Boga zamieszkującego i działającego w człowieku. Doktryna Jedności tłumaczy, że Duch Święty jest tytułem Boga objawiającego się w działaniu. Zielonoświątkowcy, zarówno trynitarni, jak i jednościowi, podkreślają, że doświadczenie chrztu w Duchu Świętym zrodziło Kościół chrześcijański w Dniu Pięćdziesiątnicy i jest ono niezbędne nadal dla jego budowy i istnienia. Pentekostalizm Jedności Bóstwa podkreśla, że otrzymanie chrztu w Duchu Świętym jest niezbędne do zbawienia i uposaża wierzącego mocą, dzięki której żyje on zgodnie z wolę Bożą. Cechą charakterystyczną Kościołów zielonoświątkowych wyznających pogląd o Jedności Bóstwa jest nauka, iż nieodłącznym znakiem otrzymania Ducha Świętego jest mówienie nieznanymi językami (glosolalia). Wymóg mówienia językami jest opierany na świadectwach Nowego Testamentu z czasów apostolskich. Uważa się, że o dar glosolalii należy się usilnie modlić i praktykować go w życiu chrześcijańskim, szczególnie podczas modlitw.

### Uświęcenie i świętość życia
Wywodząc się z arminiańsko-metodystycznej tradycji ruchu uświęceniowego, Pentekostalizm Jedności podkreśla znaczenie uświęcenia i prowadzenia wolnego od grzechu, świętego życia. Postępowanie, jakim kierują się w życiu chrześcijanie, uważa się za praktyczny sprawdzian zgodności ich nauk z Biblią. Standardy świętości postrzegane są jako kwestię ściśle związane ze zbawieniem. Świętość życia obejmuje m.in. sprawiedliwe i uczciwe postępowanie, odrzucenie niestosownych rozrywek i wszelkich nałogów (abstynencja tytoniowa i alkoholowa), szacunek dla ludzi i życia (również nienarodzonego), sumienność. Zielonoświątkowcy jednościowi, w tym największa ogólnoświatowa denominacja Jedności Bóstwa – Zjednoczony Kościół Zielonoświątkowy, sprzeciwiają się ponadto sekularyzacji życia codziennego i wynikającym z niej wszelkim zwyczajom stojącym w sprzeczności z przesłaniem Słowa Bożego. Uważa się, iż kobieta powinna ubierać się wyłącznie w stroje damskie, tj. suknie i spódnice, nigdy zaś w spodnie, a także mieć długie, w przeciwieństwie do mężczyzny, włosy. Ponadto, zarówno mężczyzna, jak i kobieta powinni ubierać się skromnie oraz nie nosić jakiejkolwiek biżuterii ani nie posiadać tatuaży. Artykuły Wiary Zjednoczonego Kościoła Zielonoświątkowego, a także innych jednościowych denominacji stanowczo potępiają praktyki uważane za sprzeczne ze Słowem Bożym, jak uczęszczanie do teatru i kina, praktykowanie tańca, stosowanie makijażu, odkrywanie intymnych części ciała, uzależnienie od sportu i słuchanie świeckiej muzyki. W zakresie spraw związanych z życiem młodzieży w społeczności szkolnej, zielonoświątkowcy jednościowi stoją na stanowisku rozdziału płci męskiej i żeńskiej na zajęciach z wychowania fizycznego, pływania, lekkoatletyki bądź gier zespołowych. Potępia się także udział w edukacji seksualnej prowadzonej przez instytucje oświatowe, a także wszelką pozamałżeńską aktywność seksualną i oglądanie pornografii.

## Kościoły
Lista obejmuje najważniejsze denominacje w skali światowej oraz zbory jednościowe w Polsce.

### Zjednoczony Kościół Zielonoświątkowy
Zjednoczony Kościół Zielonoświątkowy (ang. The United Pentecostal Church International) stanowi największą i ogólnoświatową denominację zielonoświątkowców Jedności Bóstwa. Siedziba Kościoła znajduje się w Saint Louis, w stanie Missouri, USA. Zjednoczony Kościół Zielonoświątkowy powstał w 1945 r. w wyniku połączenia dwóch największych Kościołów jednościowych: Kościoła Zielonoświątkowego, Inc. oraz Zielonoświątkowych Zborów Jezusa Chrystusa. Zgodnie z oficjalnymi danymi, Zjednoczony Kościół Zielonoświątkowy:
- jest jedną z najszybciej rozwijających się denominacji chrześcijańskich w Ameryce Północnej, licząc 4358 zborów, 9085 pastorów oraz 600 tysięcy uczestników Szkoły Niedzielnej,
- poza Stanami Zjednoczonymi działa w 175 innych krajach, zrzeszając ponad 3 miliony wiernych i posiadając 22881 pastorów i 28351 domów modlitwy,
- ogólnoświatowa liczba dorosłych, ochrzczonych członków Zjednoczonego Kościoła Zielonoświątkowego wynosi 4 036 945.

### Zielonoświątkowe Zbory Świata
Zielonoświątkowe Zbory Świata (ang. Pentecostal Assemblies of the World) to jeden z najstarszych Kościołów zielonoświątkowych na świecie (zorganizowany w 1906 r.), który wywodzi się bezpośrednio z przebudzenia na Azusa Street. Kościół, początkowo wyznający trynitaryzm, w 1916 r. przyjął doktrynę o Jedności Bóstwa i chrzcie w imię Jezusa. Obecnie siedziba Zielonoświątkowych Zborów Świata znajduje się w Indianapolis, w stanie Indiana, USA.

### Kościół Pana Naszego Jezusa Chrystusa Wiary Apostolskiej
Kościół Pana Naszego Jezusa Chrystusa Wiary Apostolskiej (ang. Church of Our Lord Jesus Christ of the Apostolic Faith) powstał w 1919 r. Posiada w Stanach Zjednoczonych 30 tysięcy członków w 450 zborach. Pozostałe obszary objęte działalnością to Afryka Zachodnia, Meksyk, Kanada, dawne kolonie Wielkiej Brytanii, Dominikana, Wielka Brytania, Haiti oraz Filipiny.

### Prawdziwy Kościół Jezusa
Prawdziwy Kościół Jezusa (ang. True Jesus Church) jest denominacją ogólnoświatową, posiadającą 2,5 miliona członków w 45 krajach. Powstał w 1917 r. w Chinach. Na tle innych jednościowych Kościołów wyróżnia się święceniem dnia sobotniego od zachodu słońca w piątek do zachodu słońca w sobotę (sabatu) oraz odrzucaniem Bożego Narodzenia.

### Zbory Pana Jezusa Chrystusa
Zbory Pana Jezusa Chrystusa (ang. Assemblies of the Lord Jesus Christ) powstały w 1952 r. w wyniku połączenia się Zborów Kościoła Jezusa Chrystusa, Apostolskiego Kościoła Bożego Tylko Jezusa oraz Kościoła Pana Jezusa Chrystusa. Na terenie Stanów Zjednoczonych znajduje się 420 zborów i ponad 1500 pastorów. Poza USA, Zbory Pana Jezusa Chrystusa prowadzą działalność w 17 krajach, posiadając 280 zborów i nadając audycje radiowe we własnej międzynarodowej rozgłośni.

### Kościół Drogi Biblijnej Pana Naszego Jezusa Chrystusa
Kościół Drogi Biblijnej Pana Naszego Jezusa Chrystusa (ang. Bible Way Church of Our Lord Jesus Christ) jest organizacją zrzeszającą zbory zielonoświątkowe tradycji afroamerykańskiej. Został założony w 1957 r. Siedziba w Brooklynie, w Nowym Jorku. Kościół posiada 300 tysięcy członków w 350 zborach.

### Apostolski Zbór Wiary w Chrystusa Jezusa
Apostolski Zbór Wiary w Chrystusa Jezusa (ang. Apostolic Assembly of the Faith in Christ Jesus) to denominacja zielonoświątkowa wyrosła wśród emigrantów hiszpańskich w Stanach Zjednoczonych. Jest ósmym z najszybciej rozwijających się hiszpańskich Kościołów chrześcijańskich. Obecnie, poza USA, wyznawców można spotkać także w Meksyku oraz krajach Środkowej i Południowej Ameryki. Założony został w 1925 r. Siedziba w Rancho Cucamonga, w stanie Kalifornia.

### Zbór Ewangelicznych Chrześcijan w Duchu Apostolskim
Zbór Ewangelicznych Chrześcijan w Duchu Apostolskim jest rodzimą polską wspólnotą zrzeszającą ok. 100 zielonoświątkowców Jedności Bóstwa na obszarze Mazur. Założony w 1990 r. Siedziba w Ełku.

## Słynni działacze

### Teolodzy, pastorzy, teleewangeliści
- Biskup T. D. Jakes – lider afrykańsko-amerykańskiego megakościoła ponadwyznaniowego w Dallas, w Teksasie, teleewangelista amerykański, autor chrześcijańskich bestsellerów - jego podejście do kwestii trynitaryzmu względnie jego odrzucenia zdaje się jednak być niejasne względnie niejednoznaczne.
- Tommy Tenney – teolog zielonoświątkowy Jedności Bóstwa, badacz i historyk dogmatu o Trójcy, autor książki The God Chasers.

### Wykonawcy muzyki Gospel oraz Praise&Worship
- The Katinas – zespół chrześcijański, grający muzykę CCM od 1991 r. (strona internetowa)
- Phillips, Craig and Dean – trio złożone z trzech pastorów, utworzone w 1991 r. (strona internetowa)
- Tonéx – chrześcijański wokalista wykonujący muzykę Gospel od 1992 r., a także kaznodzieja, zwycięzca wielu prestiżowych nagród za swą twórczość. (strona internetowa)
- Lee Greenwood – wokalista country-pop, autor tekstów pieśni, znany ze swego przeboju God Bless the USA. (strona internetowa)
- Elvis Presley – znany piosenkarz Rock and roll. Początkowo ochrzczony w trynitarnym ruchu zielonoświątkowym, później zdecydował o ponownym przyjęciu chrztu w Imię Jezusa w zborze zielonoświątkowym Jedności Bóstwa w Tennessee.

### Polskie
- Zjednoczony Kościół Zielonoświątkowy (materiały po polsku)

### Angielskie
- Zjednoczony Kościół Zielonoświątkowy
- Instytut Badań Biblijnych
- Serwis Internetowy chrześcijan Jedności Bóstwa
- Zbiór świadectw chrześcijan Jedności Bóstwa